# 南岭柞木
南岭柞木（学名：Xylosma controversa）为大风子科柞木属下的一个种。

## 扩展阅读
- 維基物種上的相關：南岭柞木